# Nefroblastoom
Een nefroblastoom of wilmstumor is een vorm van nierkanker. Het is een blastoom van de nieren, een kwaadaardig gezwel dat meestal optreedt bij jonge kinderen.

## Etiologie
Een nefroblastoom ontstaat uit embryonaal weefsel. Bij de meeste kinderen met wilmstumor worden afwijkingen aan chromosoom 11 gevonden. Verondersteld wordt dat hierdoor een wilmstumor-gen geactiveerd wordt en dat genen voor de normale nierontwikkeling onderdrukt worden. Ondanks aanwijzingen voor het bestaan van wilmstumor-genen is tot nu toe alleen een tumorsuppressorgen gevonden, WT1-gen op chromosoom 11. Afwijkingen in de celkernen duiden op een kwaadaardige tumor; dit komt bij 13 procent van de gevallen voor. Syndromen geassocieerd met wilmstumoren zijn het syndroom van Beckwith-Wiedemann (visceromegalie, macroglossie, omfalocele en hyperinsulemische hypoglykemie bij pasgeborenen, geïsoleerde hemihypertrofie, WAGR-syndroom (wilmstumor, aniridie, genito-urethrale malformaties en mentale retardatie), sporadische aniridie, Danys Drash (nefropathie, nierfalen, mannelijk pseudohermafroditisme en wilmstumor) en het syndroom van Simpson-Golabi-Behmel (overgroeisyndroom).

## Epidemiologie
Per jaar komen er ongeveer 20 gevallen voor in Nederland. In driekwart van de gevallen treedt de tumor op bij kinderen onder de vijf jaar. Er is een associatie met afwijkingen aan het urogenitale stelsel en de tumor komt vaker voor bij het negroïde ras. Bij 5 procent van de gevallen is de ziekte bij de eerste diagnose in beide nieren aanwezig. In Duitsland is 68 procent van de patiënten tussen een en vijf jaar, 16 procent zijn zuigelingen. De aandoening komt bij meisjes iets meer voor dan bij jongetjes. Van alle gevallen van kinderkanker is 5,5 procent een wilmstumor.

## Symptomen
De tumor wordt meestal opgemerkt doordat de buik asymmetrisch opzwelt of de kleding niet meer past. Er kan bloed in de urine zitten en sommige kinderen klagen over buikpijn of een raar gevoel in de buik, maar vaak is er nauwelijks pijn. Ook koorts en hoge bloeddruk kunnen symptomen zijn.

## Diagnostiek
Om de diagnose te stellen wordt een echo van de buik gemaakt. Omdat de tumor soms aan beide kanten voorkomt, wordt daarbij ook de gezonde kant in beeld gebracht.Ook kan de tumor zich uitbreiden in de ader van de nier. Er wordt 24 uur lang urine verzameld en er wordt een thoraxfoto gemaakt. Als het beeld niet duidelijk is, wordt een CT-scan gemaakt.

## Behandeling
De behandeling bestaat uit chemotherapie om de tumor te verkleinen, daarna wordt de nier verwijderd en zo nodig volgt opnieuw chemotherapie. Er wordt radiotherapie toegepast als de tumor niet ruim genoeg verwijderd is of er uitzaaiingen in de lymfeklieren worden gevonden, wat slechts in 15 procent van de gevallen voorkomt. Soms is het mogelijk slechts een deel van de nier te verwijderen, afhankelijk van de grootte en de ligging van de tumor.

## Prognose
Deze kankersoort is goed te genezen: als er geen uitzaaiingen zijn, geneest gemiddeld 80 procent van de patiënten. Ook de prognose van uitgezaaide ziekte is zeer goed, 70 tot 90 procent van alle gevallen herstelt.

## Geschiedenis
Deze tumor is in de 19e eeuw voor het eerst beschreven door de chirurg Max Wilms.